# Laspuña
Laspuña – gmina w Hiszpanii, w prowincji Huesca, w Aragonii, o powierzchni 45,29 km². W 2011 roku gmina liczyła 296 mieszkańców.